# Fyletisch gradualisme

Schematische weergave van het verschil tussen de ideeën van fyletisch gradualisme (links) en punctuated equilibrium (rechts).

Fyletisch gradualisme is een concept binnen de evolutiebiologie, dat ervan uitgaat dat evolutie langzaam en geleidelijk verloopt.
Dit idee komt niet overeen met sommige waarnemingen uit de paleontologie, waaruit blijkt dat soorten soms tientallen miljoenen jaren vrijwel niet veranderen, terwijl grote evolutionaire veranderingen vaak in relatief korte tijd plaatsvinden. Zulke radiaties worden wel verklaard door de theorie van punctuated equilibrium. Wanneer door een bepaalde adaptatie een nieuwe populatie ontstaat die een andere niche vult, zal deze populatie zich aanvankelijk snel kunnen vermenigvuldigen en verspreiden. Dit komt doordat er nog geen concurrenten voor het nieuwe niche zijn of predators mogelijk nog niet zijn aangepast aan de nieuwe eigenschap.
In andere gevallen kan evolutie echter ook geleidelijk verlopen. Fyletisch gradualisme en punctuated equilibrium sluiten elkaar niet direct uit, maar zijn eerder twee uitersten. Het verloop van evolutie kan nu eens met het ene, dan weer met het andere model overeenkomen, of tussen de twee modellen variëren. 